# Trofeo Matteotti 1959
Il Trofeo Matteotti 1959, quattordicesima edizione della corsa, si svolse il 6 agosto 1959 su un percorso di 220,5 km. La vittoria fu appannaggio dell'italiano Adriano Zamboni, che completò il percorso in 5h40'03", precedendo i connazionali Silvano Ciampi e Noè Conti.

## Ordine d'arrivo (Top 10)
| Pos. | Corridore           | Squadra     | Tempo    |
| ---- | ------------------- | ----------- | -------- |
| 1    | Adriano Zamboni     | Torpado     | 5h40'03" |
| 2    | Silvano Ciampi      | Bianchi     | a 0'45"  |
| 3    | Noè Conti           | Bianchi     | s.t.     |
| 4    | Alessandro Fantini  | Atala       | s.t.     |
| 5    | Guido Boni          | Tricofilina | s.t.     |
| 6    | Emilio Ciolli       |             | s.t.     |
| 7    | Gilberto Dall'Agata | Ghigi       | s.t.     |
| 8    | Giovanni Pettinati  | Atala       | s.t.     |
| 9    | Carlo Guarguaglini  | Emi         | s.t.     |
| 10   | Angiolino Piscaglia | Ghigi       | s.t.     |